# Kepler-296 f
Kepler-296 f — подтверждённая землеподобная экзопланета в зоне обитаемости звезды Kepler-296 в созвездии Лиры.
Эта планета открыта космическим телескопом «Кеплер» с помощью транзитного метода. Её открытие было публично объявлено НАСА 2 февраля 2014 года.

## Характеристики
Kepler-296 f — суперземля с радиусом в 1,75 раз больше радиуса Земли. Период обращения планеты составляет 63 дня.

## Сравнение с Землёй
Планета находится в зоне обитаемости звезды Kepler-296, где теоретически возможно существование жидкой воды на её поверхности.
| Экзопланеты — Космический телескоп «Кеплер» |
| --- |
| Подтверждённые планеты в зоне обитаемости. (Kepler-62e, Kepler-62f, Kepler-186f, Kepler-296e, Kepler-296f, Kepler-438b, Kepler-440b, Kepler-442b) (Kepler Space Telescope; 6 January 2015). |

| #   | Название     | ESI  | SPH  | HZD   | HZC   | HZA   | pClass            | hClass      | Расстояние (св. лет) | Статус         | Год открытия   |
| --- | ------------ | ---- | ---- | ----- | ----- | ----- | ----------------- | ----------- | -------------------- | -------------- | -------------- |
| N/A | Земля        | 1.00 | 0.72 | -0.50 | -0.31 | -0.52 | тёплая земля      | мезопланета | 0                    | не экзопланета | доисторический |
| 1   | Kepler-296 f | 0.78 | 0.15 | -0.90 | -0.14 | +0.53 | тёплая суперземля | мезопланета | 1089.6               | подтверждена   | 2014           |